# 춘포역
춘포역(Chunpo station, 春浦驛)은 전북특별자치도 익산시 춘포면에 위치한 전라선의 철도역이었다.
처음에는 대장역(大場驛)이라는 이름으로 개통하였는데, 이 이름은 일제 강점기 춘포면 소재지 지명인 대장촌(大場村, 일본어: 大場村 오바무라[*])에서 유래한 이름이다. 익산시는 일제 잔재 청산의 일환으로 본래의 지명을 찾기 위해 조례를 개정하여 1996년 1월 1일부로 춘포면 대장촌리를 춘포면 춘포리로 개칭하였고 이에 따라 역명 역시 현재의 이름으로 바뀌었다. 2007년 6월부터 여객/화물은 취급하지 않았다.
춘포역사는 슬레이트를 얹은 맞배지붕의 목조 구조로서 소규모 철도역사의 전형을 잘 보여주고 있으며, 대한민국에서 현존하는 가장 오래된 역사(驛舍)로써 건축사적, 철도사적, 근대사적 가치를 인정받아 2005년 11월 11일 대한민국 근대문화유산 등록문화재 제210호로 지정되었다.

## 연혁
- 1914년 11월 17일 : 대장역(大場驛, おほばえき 오바 에키[*])으로 영업 개시
- 1996년 6월 1일 : 춘포역(春浦驛)으로 역명 변경[2]
- 1997년 6월 1일 : 배치간이역으로 격하[3]
- 2004년 12월 10일 : 무배치간이역으로 격하[4] 및 철도승차권 단말기 철거
- 2005년 11월 11일 : 춘포역사 근대문화유산 등록문화재로 지정 (제210호)
- 2007년 6월 1일 : 여객취급 중지
- 2011년 5월 13일 : 전라선 복선 전철화 사업으로 폐역
- 2012년 (날짜 확인 필요): KORAIL이 춘포역사를 전북특별자치도 익산시에 기증
- 2012년 7월 13일 : 역사 건물 보수공사 착수

## 사진

여객 취급 당시 역사 (광장쪽)
여객 취급 중지 후 역사 (광장쪽)
여객 취급 중지 후 역사 (선로쪽)
여객 취급 당시 대합실
여객 취급 중지 후 대합실
여객 취급 당시 승강장
여객 취급 중지 후 승강장
역명 표지판